# Тигран Чогурјан
Тигран Чогурјан (јерм. Տիգրան Չէօկիւրեան; тур. Dikran Çöğüryan; Гумушане, 1884 — Ајаш, 1915) био је један од истакнутијих јерменских књижевника и педагога са подручја Османског царства с почетка 20. века. Од 1907. године радио је као професор у јерменским школама у Константинопољу. Уређивао је јерменско језични магазин „Востан” (јерм. Ոստան).
Године 1910. објавио је збирку кратких прича „Гласови из домовине” (јерм. Հայրենի Ձայներ), а 1914. и новелу „Манастир” (јерм. Վանքը)
Ухапшен је, а потом и убијен од стране османских турских власти током Геноцида над Јерменима 1915. године.